# Françoise Spira
Françoise Spira (* 7. Dezember 1928 in Paris; † 4. Januar 1965 in Neauphle-le-Château, Département Yvelines) war eine französische Film- und Theaterschauspielerin.

## Leben
Spira ging während des Zweiten Weltkriegs mit der Familie in den Süden Frankreichs, wo sie an verschiedenen Orten jeweils das Lyzeum besuchte. In dieser Zeit spielte sie bereits in Theateraufführungen mit, auch nach der Rückkehr nach Paris im Jahr 1945. Besonders gefragt war sie wegen ihrer tiefen Stimme für Männerrollen. Nach dem Abitur besuchte sie die Schauspielschule in Paris.
Der Theaterregisseur Jean Vilar entdeckte Spira für sein Théâtre National Populaire (TNP), das damals noch seinen Sitz in Paris hatte, an dem sie bereits in ihrer Ausbildungszeit spielte. Zu ihren Erfolgen zählten Rollen in Dantons Tod oder Mutter Courage. Unter André Barsacq spielte sie am Théâtre de l’Atelier 1950 an der Seite von Jean Vilar die Frida in Pirandellos Heinrich IV.
Spira übernahm Rollen in Spielfilmen, unter anderen auch auf Empfehlung von Gérard Philipe in einem DEFA-Film, und in Fernsehproduktionen.
Seit 1962 war Spira Direktorin des Pariser Théâtre de L’Athénée und führte dort selbst Regie.
1965 wählte Spira den Freitod.
2010 wurde aus 8-mm-Filmaufnahmen, die Spira 1960 während der Dreharbeiten für Letztes Jahr in Marienbad in Schloss Schleißheim bei München machte, durch Volker Schlöndorff ein dreiviertelstündiger Erinnerungsfilm zusammengestellt und von ihm kommentiert.

## Filmografie (Auswahl)
Titel, Regisseure und übernommene Rollen:
- 1952: Fanfan, der Husar
- 1951: Kurzfilm und Dokumentarfilm: Avignon, bastion de la Provence, Regie Jean Cuenet; Sie spielt ihre eigene Rolle während einer Aufführung des Cid
- 1953: Capitaine Pantoufle, Regie Guy Lefranc
- 1955: Razzia in Paris (Razzia sur la Chnouf)
- 1957: Zwei Mütter
- 1959: Secret professionnel, Regie: Raoul André
- 1960: Die Katze zeigt die Krallen (La Chatte sort ses griffes), Regie Henri Decoin
- 1961: Wer sind Sie, Dr. Sorge? (Qui êtes-vous, Monsieur Sorge?)
- 1961: Letztes Jahr in Marienbad (L’année dernière à Marienbad)
- 1963: La soupe aux poulets, Regie Philippe Agostini

Fernsehfilme
- 1957: La nuit des rois, Rolle: Olivia
- 1961: L’Inspecteur Leclerc enquête. Regie: Maurice Cazeneuve, 2. Staffeln à 39 Episoden, 1962 und 1963 von Office de Radiodiffusion Télévision Française (TF1) ausgestrahlt.

## Theater (Auswahl)
- 1946: Le Crime de Lord Arthur Savile von Saint John Legh Clowes nach Oscar Wilde, Regie Marcel Herrand, Théâtre des Mathurins, Paris.
- 1948: Shéhérazade von Jules Supervielle, Regie Jean Vilar, Festival d’Avignon, Théâtre Édouard VII, Paris.
- 1952: L’Avare (Der Geizige) von Molière, Regie Jean Vilar, Théâtre Nationale Populaire (heute: Théâtre national de Chaillot), Paris und Festival von Avignon.
- 1952: Nucléa von Henri Pichette, Regie Gérard Philippe und Jean Vilar, TNP, Paris.
- 1957: César et Cléopâtre von George Bernard Shaw, Regie Jean Le Poulain, Théâtre Sarah-Bernhardt, Paris.
- 1958: La Hobereaute von Jacques Audiberti, Regie Jean Le Poulain, Théâtre du Vieux-Colombier, Paris.
- 1961: Miracle an Alabama von William Gibson, adaptiert von Marguerite Duras und Gerard Jabot. Regie: François Maistre, Théâtre Hébertot, Paris.
- 1962: Lulu von Frank Wedekind, Regie François Maistre, Théàtre de l’Athenée, Paris.